# Transdução (fisiologia)
Em fisiologia, a transdução sensorial é a conversão de um estímulo sensorial de uma forma para outra. A transdução no sistema nervoso normalmente se refere a eventos de alerta de estímulo em que um estímulo físico é convertido em um potencial de ação, que é transmitido ao longo dos axônios em direção ao sistema nervoso central para integração.
Uma célula receptora converte a energia de um estímulo em um sinal elétrico. Os receptores são amplamente divididos em duas categorias principais: exteroceptores, que recebem estímulos sensoriais externos, e interoceptores, que recebem estímulos sensoriais internos.